# Anders Lindqvist
Anders Lindqvist, född 4 juli 1952 i Norra Nordsjö i Trehörningsjö församling i Västernorrlands län, är en svensk travtränare och travkusk. Han har vunnit över 1 500 lopp och kört lopp i 19 länder. Sedan 1990-talet har han sin bas på anläggningen Grosbois utanför Paris i Frankrike.

## Karriär
Lindqvist föddes i den lilla byn Norra Nordsjö mellan Örnsköldsvik och Umeå. Då han var tolv år flyttade familjen till Umeå, där hans föräldrar öppnade mattaffär, samtidigt som hans far ägde travhästar. Då Lindqvist var i femtonårsåldern väcktes hans intresse för travsport.
Han arbetade i föräldrarnas affär och fick provision för varje såld äkta matta. 17 år gammal fick han råd att köpa sin första egna häst. Lindqvist började sedan satsa helhjärtat på travsport.
Under 1980-talet var han verksam vid Halmstadtravet, där han även ägde anläggningen vid banan och hade där ett 60-tal hästar i träning.

### Flytt till Frankrike
Lindqvists verksamhet gick i konkurs under 1990-talet på grund av Finanskrisen i Sverige. Han sökte sig då till Frankrike och fick hjälp av Jean-Pierre Dubois att kunna flytta till travanläggningen Grosbois, som byggdes på 1960-talet kring ett slott från 1600-talet. I hans verksamhet har bland annat Dominik Locqueneux varit försteman. På senare år har Lindqvist använt sig av catch drivers i lopp, men fortsätter att träna sina hästar. Han deltog dock som kusk i 2015 års upplaga av Ahlsell Legends på Solvalla och kom på andra plats tillsammans med Bandit Hornline, tränad av Robert Bergh. Lindqvist deltog även 2016 tillsammans med Panoramic tränad av Stefan Melander och kom då på sjätte plats.
År 2023 deltar han som en av bönderna i TV4-programmet i Bonde söker fru – Jorden runt.

### Elitloppet
Lindqvist har deltagit i fyra upplagor av Elitloppet på Solvalla: 1985 (kusk), 1990 (kusk och tränare), 1997 (kusk och tränare) och 1998 (tränare). Hans bästa resultat är en sjundeplats i finalheatet (1985 och 1998).

## Större segrar i urval
| År   | Lopp                         | Häst              | Kusk              | Tränare            | Grupp   |
| ---- | ---------------------------- | ----------------- | ----------------- | ------------------ | ------- |
| 1987 | Sprintermästaren             | Ewing Turf        | Thomas Uhrberg    | Anders Lindqvist   | Grupp 1 |
| 1987 | Svenskt Travderby            | Atom Knight       | Anders Lindqvist  | Anders Lindqvist   | Grupp 1 |
| 1989 | Sweden Cup                   | Ewing Turf        | Anders Lindqvist  | Anders Lindqvist   | Grupp 2 |
| 1995 | Elite-Rennen                 | Activity          | Anders Lindqvist  | Bengt Hansson      | Grupp 1 |
| 1995 | World Cup Trot               | Activity          | Anders Lindqvist  | Bengt Hansson      | -       |
| 1995 | Svenskt mästerskap           | Activity          | Anders Lindqvist  | Bengt Hansson      | Grupp 2 |
| 1996 | Prix Phaeton                 | Extreme Dream     | Anders Lindqvist  | Jean-Pierre Dubois | Grupp 2 |
| 1995 | Svenskt mästerskap           | Activity          | Anders Lindqvist  | Bengt Hansson      | Grupp 2 |
| 1996 | Prix Charles Tiercelin       | Extreme Dream     | Anders Lindqvist  | Jean-Pierre Dubois | Grupp 2 |
| 1997 | Preis der Besten             | Huxtable Hornline | Anders Lindqvist  | Anders Lindqvist   | Grupp 1 |
| 1998 | Oslo Grand Prix              | Huxtable Hornline | Joseph Verbeeck   | Anders Lindqvist   | -       |
| 1998 | Sweden Cup                   | Louise Laukko     | Jorma Kontio      | Anders Lindqvist   | Grupp 2 |
| 1998 | Suur-Hollola-loppet          | Louise Laukko     | Jorma Kontio      | Anders Lindqvist   | Grupp 1 |
| 1998 | Gran Premio Palio Dei Comuni | Louise Laukko     | Jorma Kontio      | Anders Lindqvist   | Grupp 1 |
| 1998 | Grand Prix du Sud-Ouest      | Huxtable Hornline | Anders Lindqvist  | Anders Lindqvist   | Grupp 2 |
| 1998 | Preis der Besten             | Huxtable Hornline | Anders Lindqvist  | Anders Lindqvist   | Grupp 1 |
| 1999 | St. Michel-loppet            | Louise Laukko     | Anders Lindqvist  | Anders Lindqvist   | Grupp 1 |
| 2004 | E.J:s Guldsko                | Couch Doctor      | Johanna Lindqvist | Anders Lindqvist   | -       |
| 2021 | Prix Helen Johansson         | A Sweet Dance     | Alexis Prat       | Anders Lindqvist   | Grupp 3 |
| 2021 | Harper Hanovers Lopp         | Wild Love         | Kevin Oscarsson   | Anders Lindqvist   | Grupp 1 |